# Katja Centomo

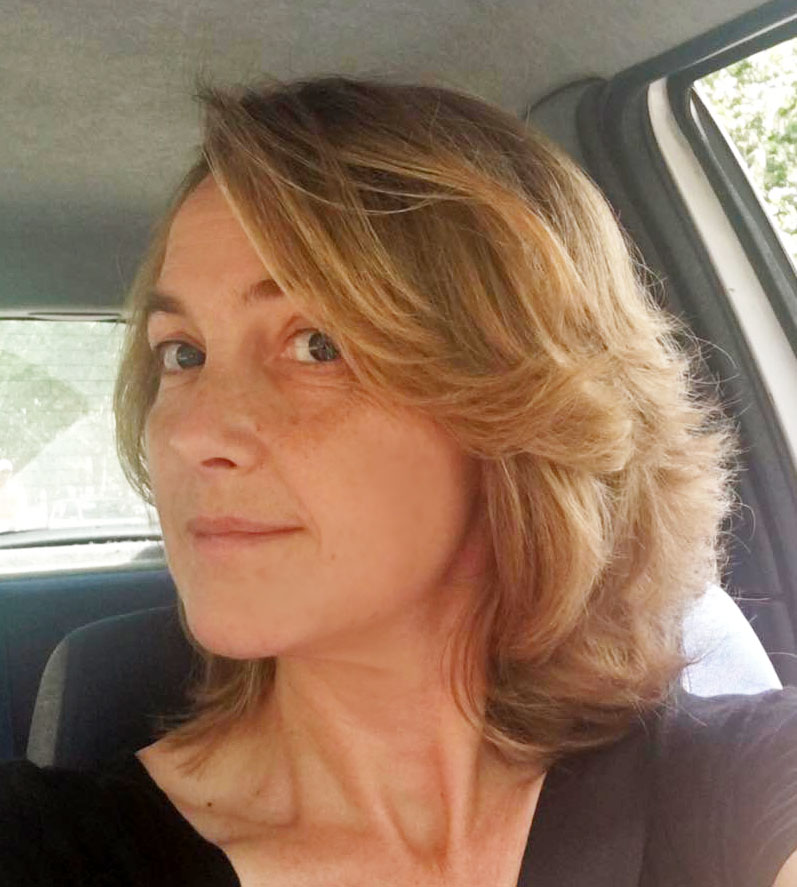
Katja Centomo, 2019

Katja Centomo (* 23. Januar 1971 in Aosta) ist eine italienische Schriftstellerin, Comiczeichnerin und Unternehmerin. Sie führt das Animationsstudio  Red Whale, mit dem sie grafische Arbeiten für Verlage und Medienunternehmen wie Panini oder Disney ausführt.
Bekannt wurde Katja Centomo besonders mit der von ihr 2003 mit entwickelten Comicreihe Monster Allergy, die kurz darauf auch als Videospiel und als Fernsehserie herauskam. Andere von ihr geschaffene Comics sind Lys (8 Bände), in denen ökologische Themen verarbeitet sind, und Cooking Time.
2004 erhielt Monster Allergy den Micheluzzi-Preis für die beste italienische Comicserie.

## Veröffentlichungen
- Tilly Duc e il segreto della casa dei tetti blu. Roman. 2015.
- La strada per Pont Gun. Roman. 2017.
- Franca Viola. La ragazza che disse no. Roman. 2018.
- In fondo al crepaccio – cronaca di un soccorso impossibile. Roman. 2018.

## Weblink
- Katja Centomo. Europe Comics, abgerufen am 26. Juni 2020.

| Personendaten    | Personendaten               |
| ---------------- | --------------------------- |
| NAME             | Centomo, Katja              |
| KURZBESCHREIBUNG | italienische Karikaturistin |
| GEBURTSDATUM     | 23. Januar 1971             |
| GEBURTSORT       | Aosta                       |